# Raïon de Doubrowna
Le raïon de Doubrowna (en biélorusse : Дубровенскі раён, Doubrovenski raïon) ou raïon de Doubrovno (en russe : Дубровенский район, Doubrovenski raïon) est une subdivision de la voblast de Vitebsk, en Biélorussie. Son centre administratif est la ville de Doubrowna.

## Géographie
Le raïon couvre une superficie de 1 249,70 km2, dans le sud-est de la voblast. Le raïon de Doubrowna est limité au nord par le raïon de Liozna, à l'est par la fédération de Russie (oblast de Smolensk), au sud par la voblast de Moguilev (raïon de Horki), et à l'ouest par le raïon d'Orcha.

## Histoire
Le raïon fut créé le 17 juillet 1924. Il fit d'abord partie de l'okroug d'Orcha, puis, à partir du 15 janvier 1938 de la voblast de Vitebsk. Pendant la Seconde Guerre mondiale, le raïon fut occupée par l'Allemagne nazie de juin 1941 à juillet 1944. Le raïon fut supprimé le 25 décembre 1962 et son territoire rattaché au raïon d'Orcha. Il fut rétabli le 6 janvier 1965.

## Population

### Démographie
Les résultats des recensements de la population (*) font apparaître une baisse continue de la population depuis 1959.
| 1959*  | 1970*  | 1979*  | 1989*  | 1999*  | 2009*  |
| ------ | ------ | ------ | ------ | ------ | ------ |
| 38 839 | 32 804 | 28 593 | 25 859 | 23 674 | 18 516 |

### Nationalités
Selon les résultats du recensement de 2009, la population du raïon se composait de deux nationalités principales :
- 93,72 % de Biélorusses ;
- 4,94 % de Russes.

### Langues
En 2009, la langue maternelle était le biélorusse pour 78,41 % des habitants du raïon de Doubrowna et le russe pour 20,9 %. Le biélorusse était parlé à la maison par 31,3 % de la population et le russe par 60,82 %.